# 無套褲漢
無套褲漢（法語：sans-culotte，法語發音：[sɑ̃kyˈlɔt]），字面意思是“沒有裙褲”，又稱長褲漢，是18世紀晚期的法蘭西下階層的老百姓，在舊制度下生活品質極差的群眾成為響應法國大革命激進和好戰的廣大參與者。無套褲漢這個名稱是指他們的服裝，經由其表明其下層階級的地位：裙褲是18世紀的法蘭西貴族和資產階級時尚的真絲及膝馬褲，而工人階級無套褲漢穿著緊身長褲或直筒長褲。無套褲漢常用作形容雅各賓派的大革命激進分子。艾瑞克·霍布斯邦认为無套褲漢大多是“農民和城市勞動階層、小型工業者、小商店主、企業家”擔任人民驅動革命的支撐力量。即使衣衫襤褸、裝備不足，本地的政治俱樂部帶領他们，在法國大革命戰爭的早期組成了法兰西革命军中的大部分。:1-22
無套褲漢最根本的政治理想是社會平等、經濟平等和直接民權。他們支持廢除所有的權力和君主封建制度特權，貴族和羅馬天主教神職人員，建立固定工資，實行物價管制，以確保負擔得起的食物和其他必需品，並警惕反革命分子。他們影響力高峰期的跨度，大致從1789年推翻原有的君主制到1794年的熱月政變。在整個革命期間，無套褲漢是更激進反資產階級的巴黎公社派別，如忿激派和埃貝爾派背後主要支撐力量，分別由民粹主義革命者，如雅克·鲁和雅克-勒内·埃贝尔領導。無套褲漢還置身於準軍事部隊的行列，擔負著控制革命政府的立法和政策執行的實際力量，通常包括暴力及處決被視為“革命敵人”的人。
在其影響力高峰期，無套褲漢被看作是法蘭西大革命最真誠、最正宗的兒女，展示了生氣勃勃的革命精神。在革命激情高峰期，如在恐怖时期，和反革命分子有任何關聯是危險的，甚至是公共職能部門和官員都採用無套褲漢的服裝和標籤，以表明與工人階級和愛國主義團結一致，支持新的法蘭西第一共和國。
但到了1794年初，作為革命分子的資產階級和中產階級開始獲得更多的政治影響力，無套褲漢的熾熱工人階級政治激進主義，在國民公會內開始迅速失去支持。沒有多久，馬克西米連·羅伯斯庇爾和他現在支配的雅各賓俱樂部轉而反對國民公會激進派別，包括無套褲漢，儘管他們之前曾一直是革命和政府最堅定的支持者。忿激派和埃貝爾派的幾個重要領導人，被他們非常支持的革命法庭監禁並處決。激進領袖雅克-勒内·埃贝尔被處決意味著無套褲漢的衰落，並與後續興起較為保守的政府，熱月政變和督政府，他們作為一種政治力量是明確沉默的。:258-259在擊敗共和國三年牧月1日暴動後，無套褲漢在法蘭西不再起任何有效的政治作用，直到1830年法蘭西七月革命。

## 外觀
無套褲漢典型獨特的服裝主要特色：

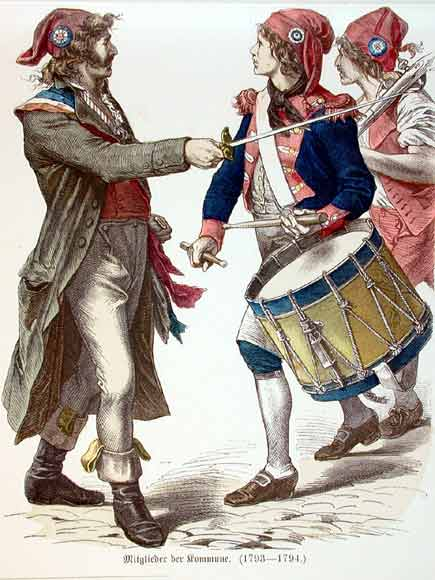
無套褲漢和右邊穿套褲者的對比

- 緊身長褲（英语：pantalons），或直筒長褲-替代上層階級穿著的裙褲（絲綢及膝馬褲）[4]:2-3
- 短上衣（英语：carmagnole）（短下擺的外套）
- 紅色無邊自由之帽
- 木屐鞋（英语：Sabot (shoe)）（荷蘭木鞋）

## 遺產

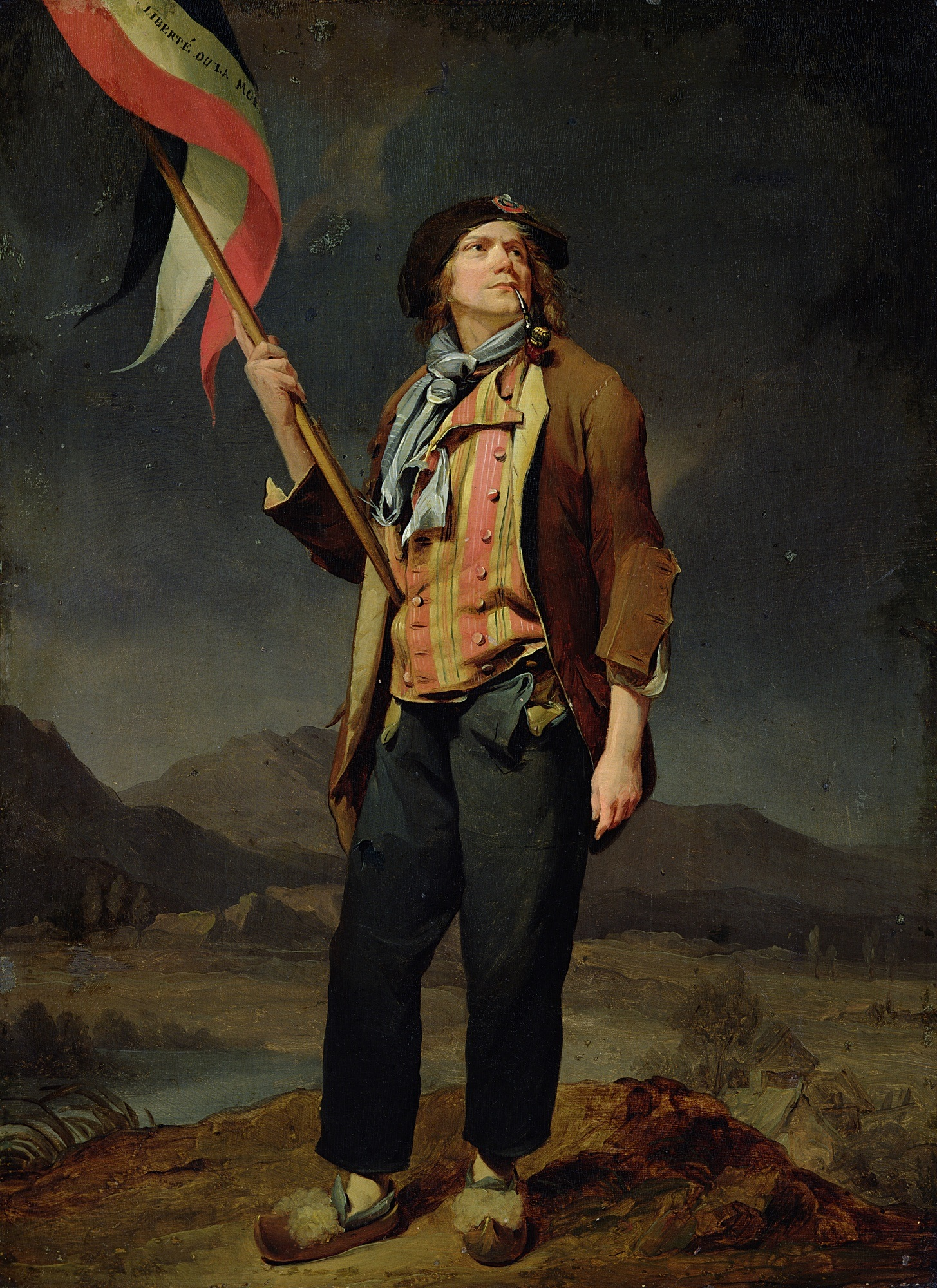
理想化的無套褲漢路易-利奥波德·布瓦伊 (1761–1845)繪製的畫像

無套褲漢作為激情符號及法國大革命普遍民眾的理想主義和愛國主義流行圖像持久象徵，已經獲得廣泛的認知。在法国，無套褲漢精神指的是這类理想化圖像和與之相關的主題。許多公眾人物和革命者並不是嚴格的工人階級，也稱呼他們自己為無套褲漢公民(citoyens sans-culottes)以求取團結和認同。然而，在熱月政變以後，無套褲漢和其他左派政治派別被新政府組織紈袴子弟這樣的街頭戰士嚴重迫害和鎮壓。
法國共和曆第一年，在年底補充的天數稱為閏日（Sansculottides）以推崇無套褲漢；然而，國民公會採用（1795年）共合曆三年憲法後，打壓共和國第一年用的名稱，以額外的日子取代。

## 延伸閱讀
- Andrews, Richard Mowery. "Social Structures, Political Elites and Ideology in Revolutionary Paris, 1792–94: A Critical Evaluation of Albert Soboul's' Les sans-culottes parisiens en l'an II'," Journal of Social History (1985) 19#1 pp 71–112. in JSTOR （页面存档备份，存于）
- Furet, François and Mona Ozouf, eds. A Critical Dictionary of the French Revolution (1989), pp 393–99
- Sonenscher, Michael. Sans-Culottes: An Eighteenth-Century Emblem in the French Revolution (Princeton University Press, 2008). Pp. 493.
- Woloch, Isser, and Peter McPhee. "A Revolution in Political Culture" in McPhee, ed., A Companion to the French Revolution (2012) 435–453.